# Groot blaasjeskruid
Groot blaasjeskruid of gewoon blaasjeskruid (Utricularia vulgaris, synoniem: Utricularia macrorhiza) is een vleesetende, overblijvende waterplant, die behoort tot de blaasjeskruidfamilie (Lentibulariaceae). De wortels zweven in het water. De plant komt van nature voor in Europa, Noord-Afrika en de gematigde gebieden van Azië. De soort staat op de Nederlandse Rode lijst van planten als algemeen voorkomend en stabiel of toegenomen. In België is de plant beschermd waar het als zeldzaam voorkomend op de Vlaamse Rode Lijst van planten staat. Het aantal chromosomen is 2n=44.
De stengels van de plant kunnen 30-200 cm lang worden. De plant is ondergedoken. Het lichtgroene, veerdelige blad is 1-8 cm lang en heeft draadvormige slippen, die gaafrandig zijn en een spitse top hebben. Aan de bladslippen zitten naar opzij gerichte tandjes met stekelharen. Aan de bladeren zitten blaasvormige aanhangsels, de vangblaasjes.
De plant vormt overwinteringsknoppen, turionen.
Groot blaasjeskruid bloeit van juni tot in september met dooiergele, boven het water uitstekende, 1,2-2 cm grote bloemen. Het gehemelte van de bloem heeft oranje strepen. De onderlip van de bloemkroon heeft teruggeslagen randen. De bovenlip is niet langer dan het gehemelte. De bloem heeft een gekromde spoor. De bloeiwijze is een tros met vier tot vijftien bloemen. De bloemen worden vooral door zweefvliegen bestoven.
De vrucht is een bolle doosvrucht met een gekromde vruchtsteel, die hoogsten drie keer zo lang is als de schutbladen.
Met de vangblaasjes worden kleine kreeftachtigen en waterinsecten gevangen. In de vangblaasjes is vacuüm en als iets de haartjes op het blaasje aanraakt springt deze open en zuigt het omringende water met daarin het insect naar binnen. Vertering van de prooi duurt afhankelijk van de grootte twaalf minuten tot twee uur. Na de vertering transporteren speciale cellen het voedselrijke water de stengel in, waarbij tegelijkertijd het vacuüm in het blaasje wordt hersteld.
De plant komt voor in tamelijk voedselrijk water, met name in laagveen- en rivierkleigebieden.

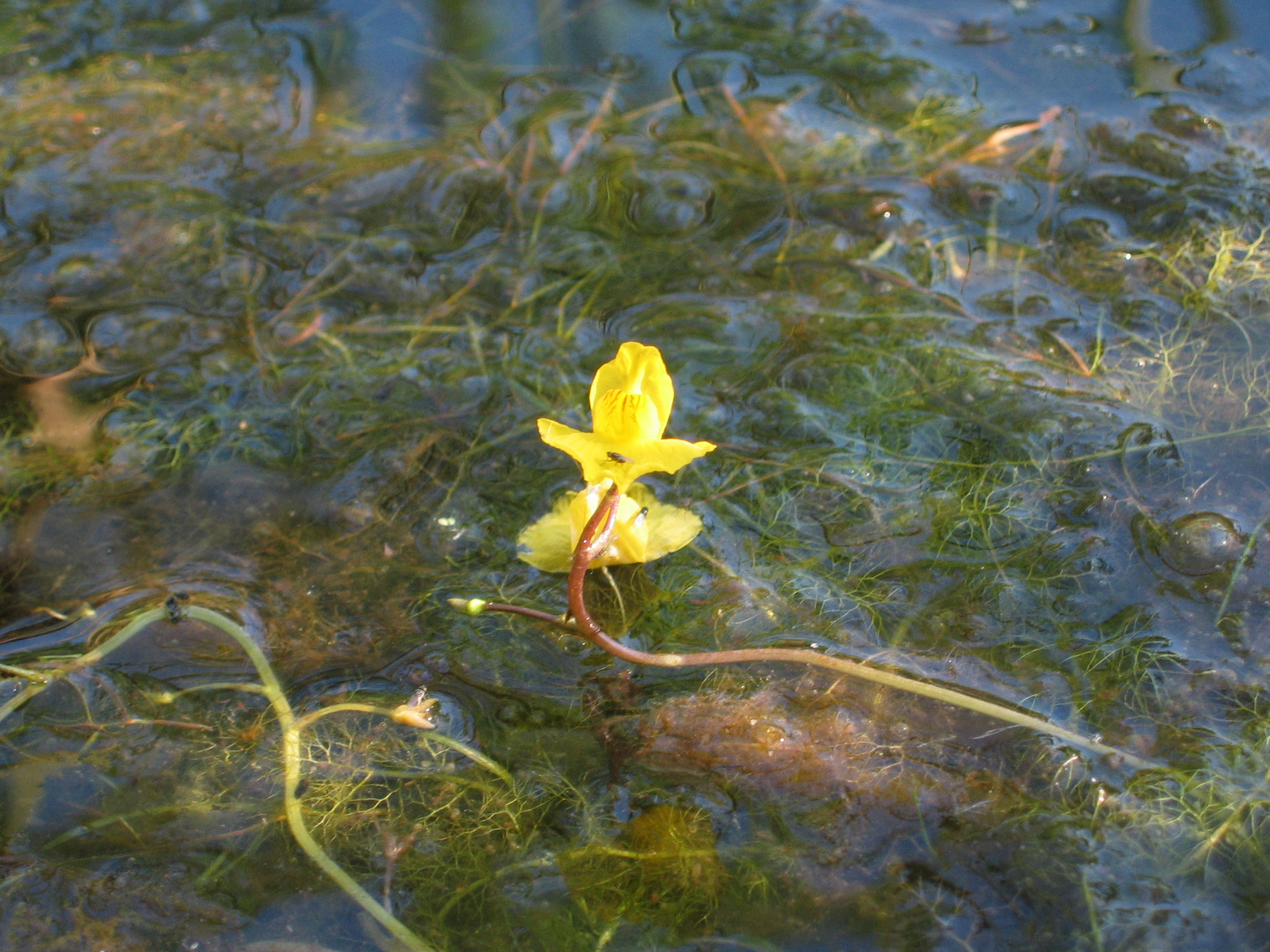
Planten
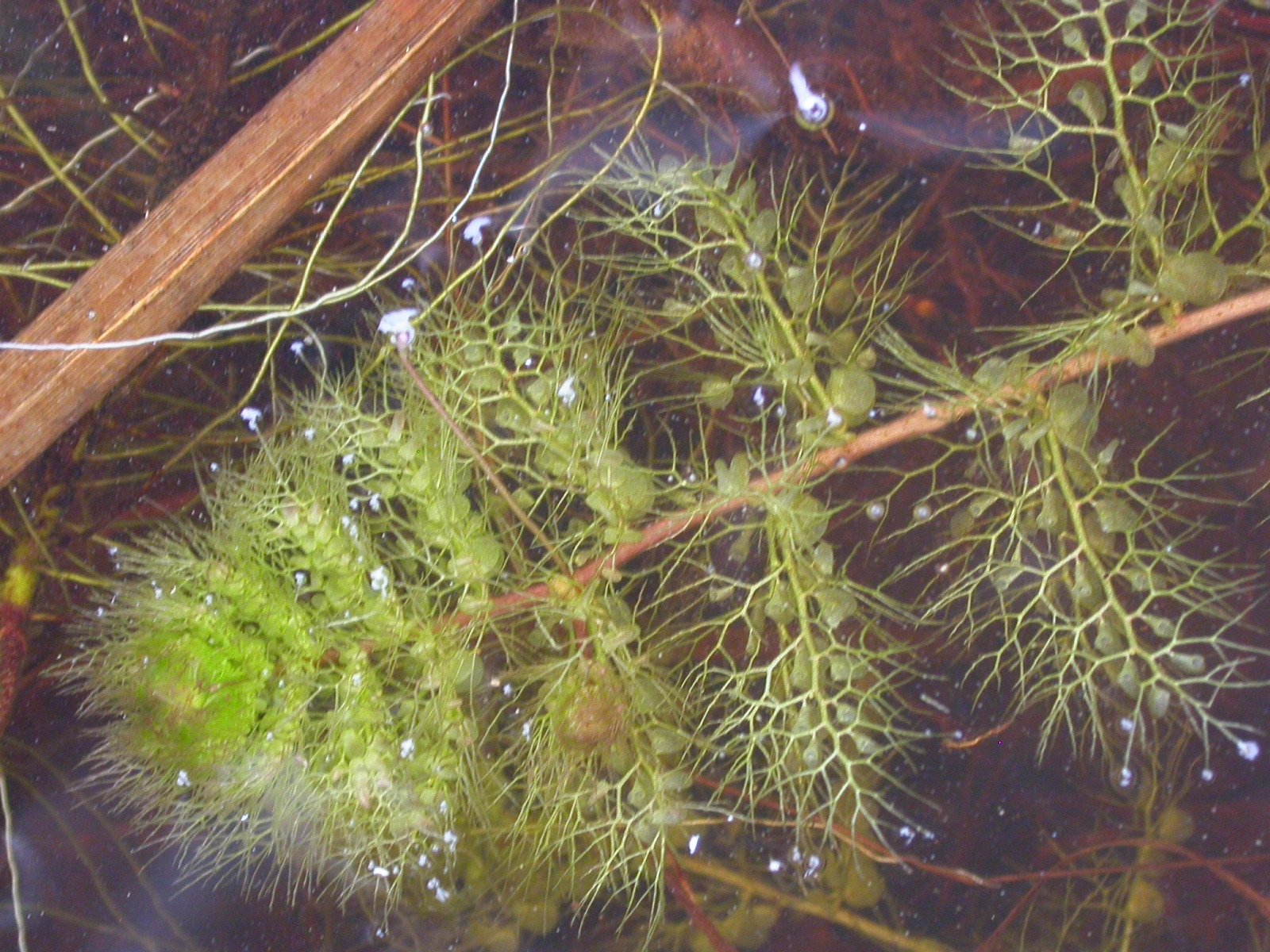
Plant
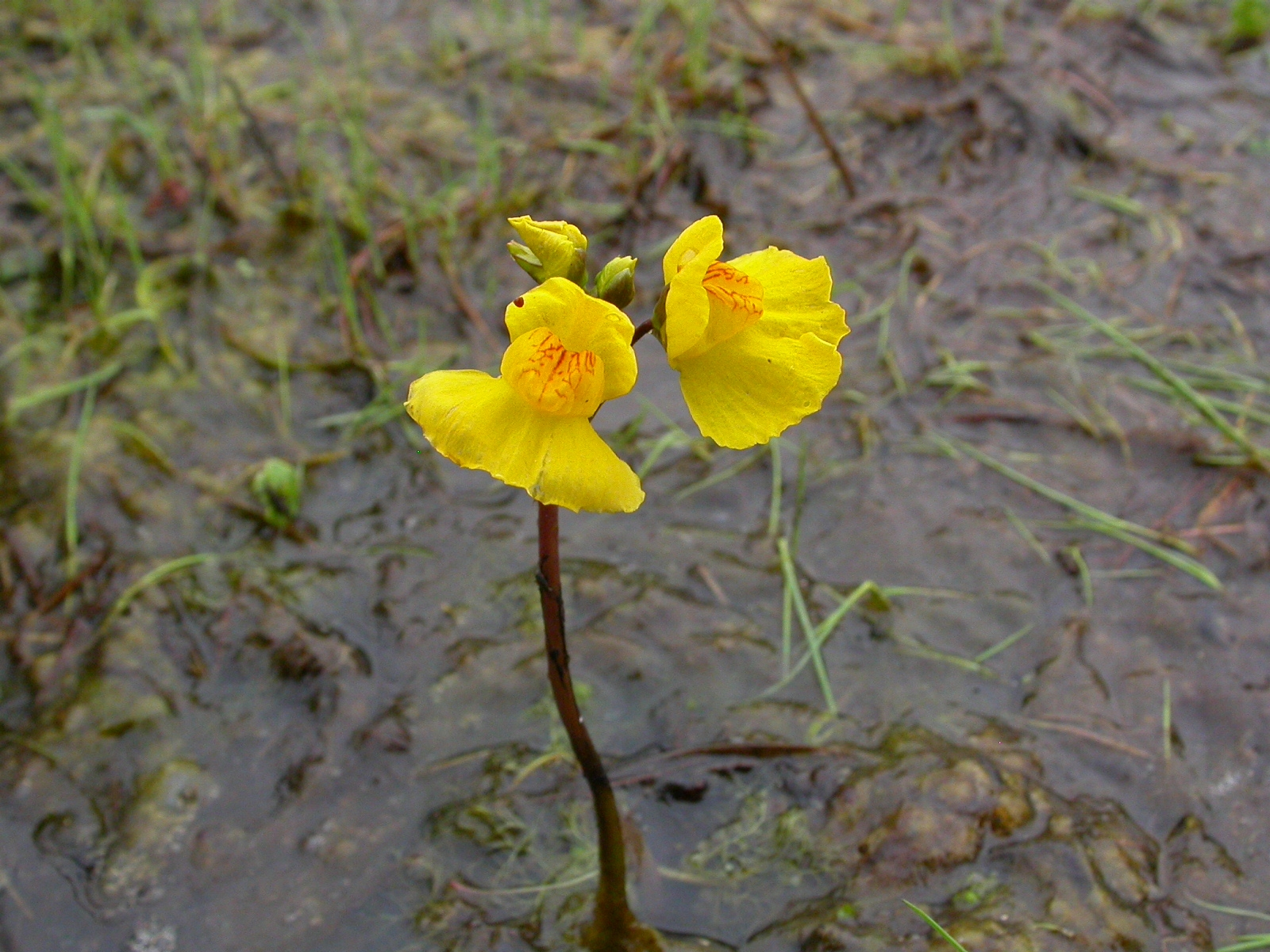
Bloem
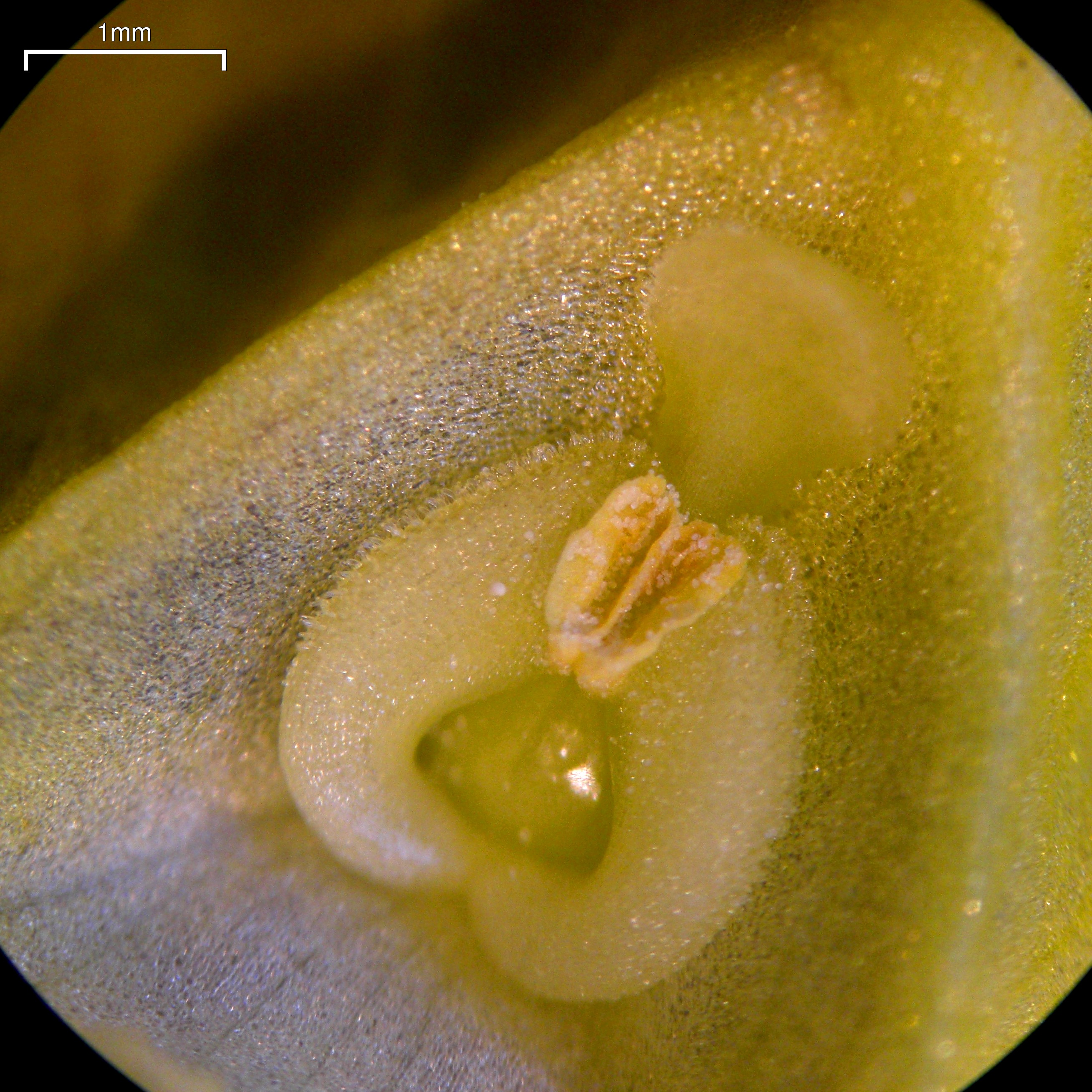
Gemodificeerde meeldraden en stijl achter de bek van de bloem
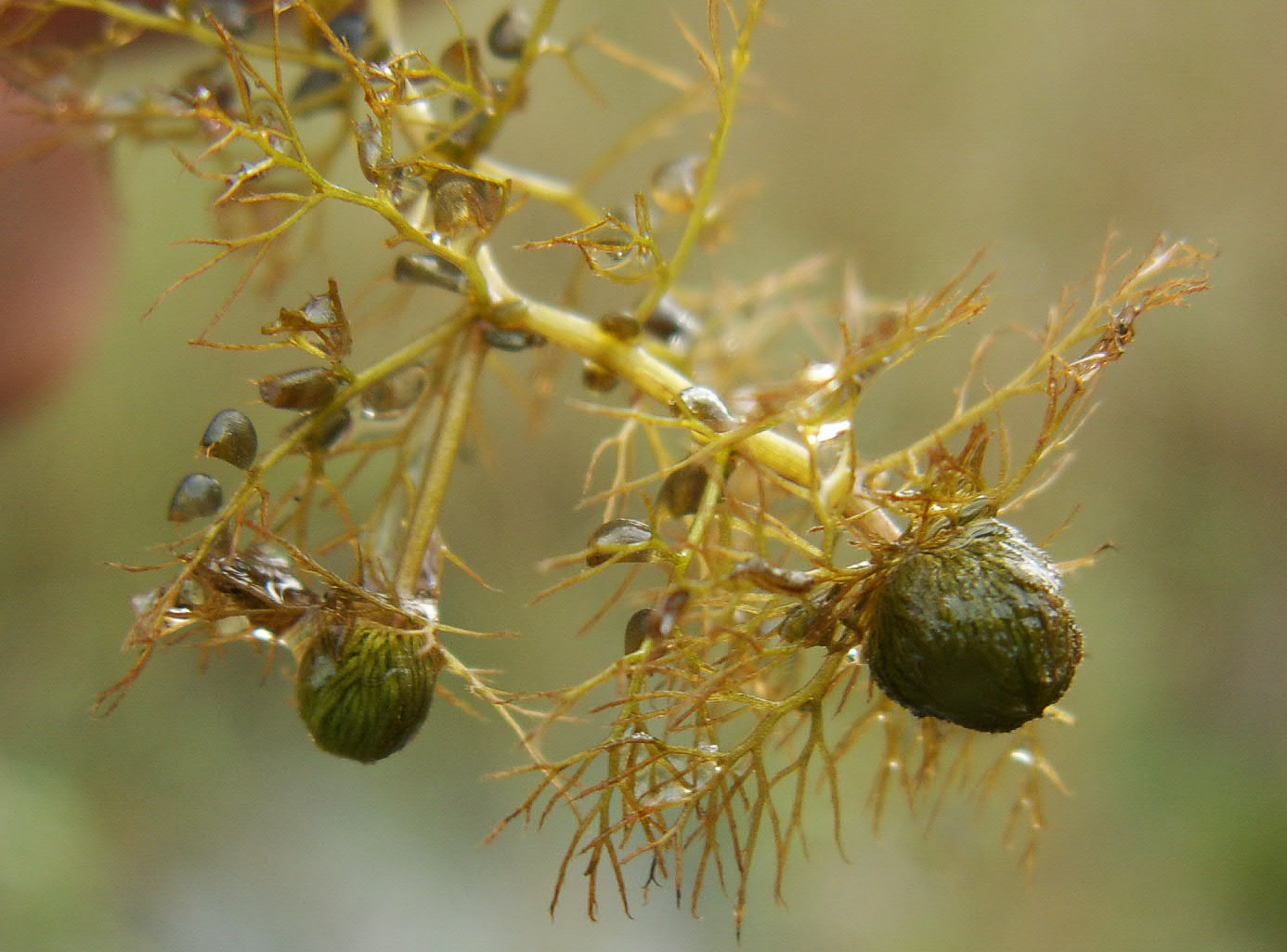
Turionen en vangblaasjes
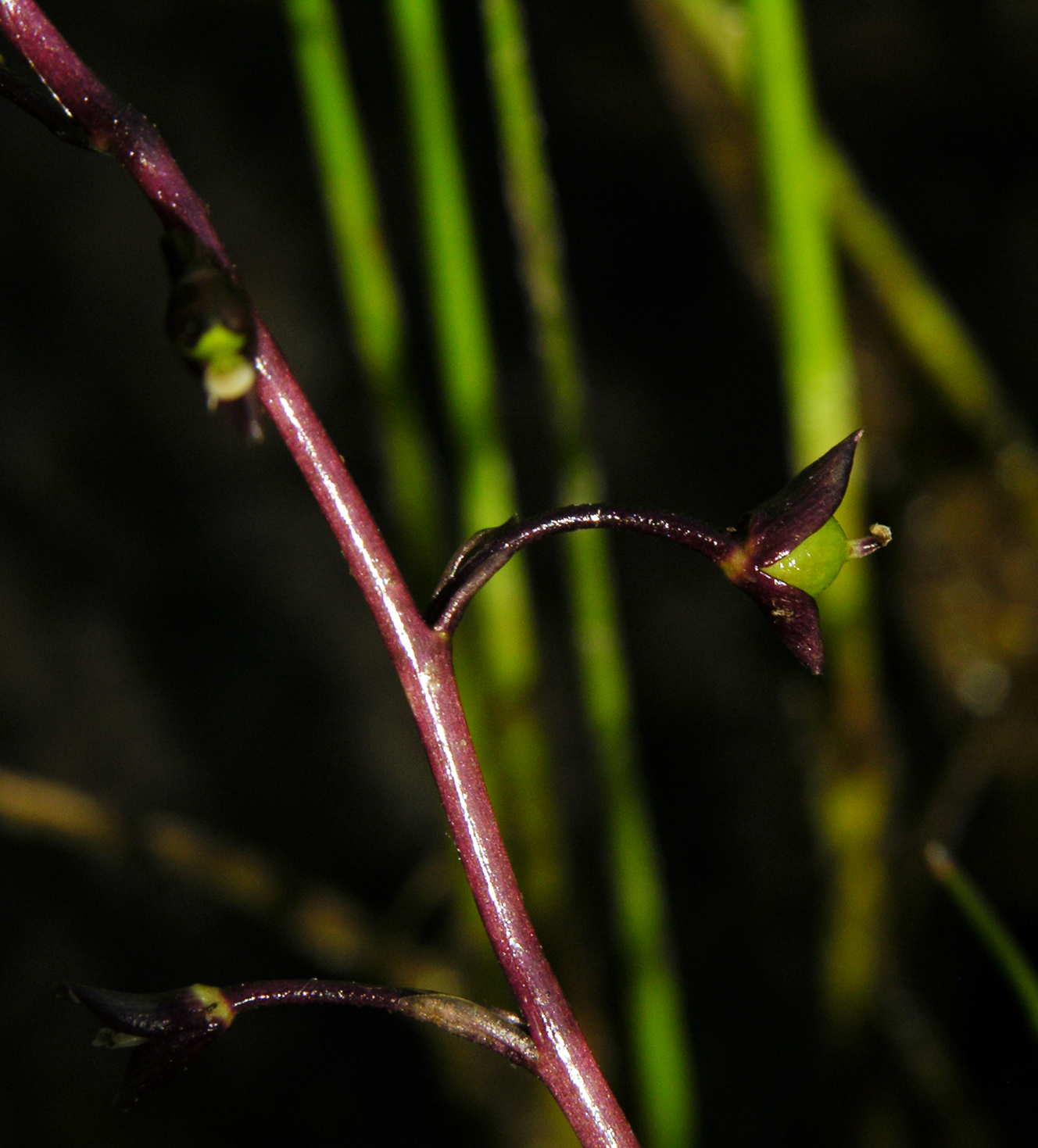
Vrucht

## Namen in andere talen
De namen in andere talen kunnen vaak eenvoudig worden opgezocht met de interwiki-links.
- Duits: Gewöhnlicher Wasserschlauch
- Engels: Common Bladderwort
- Frans: Utriculaire commune, Utriculaire en selle